# 佩雷圣安德烈
佩雷圣昂德雷（法語：Peyret-Saint-André，法語發音：[peʁɛ sɛ̃.t‿ɑ̃dʁe]）是法国上比利牛斯省的一个市镇，位于该省东北部，和热尔省接壤，属于塔布区。

## 地理
佩雷圣安德烈（43°19'10"N, 0°30'29"E）面积6.25 平方千米，位于法国奧克西塔尼大區上比利牛斯省，该省份为法国西南部内陆省份，北至热尔省，西接大西洋比利牛斯省，南与西班牙接壤，东临上加龙省。
与佩雷圣安德烈接壤的市镇（或旧市镇、城区）包括：蒙洛尔-贝尔内、谢朗、卡斯泰尔诺-马尼奥阿克、拉罗克。

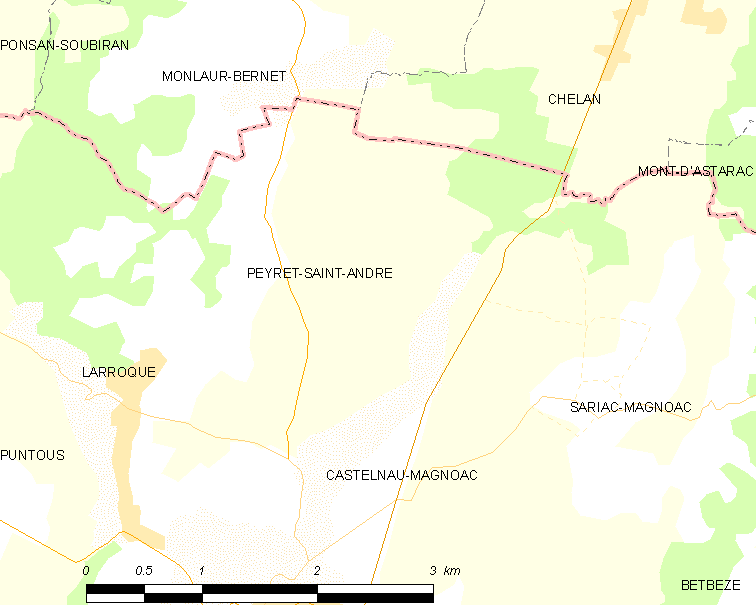
佩雷圣安德烈的OSM定位图

佩雷圣安德烈的时区为UTC+01:00、UTC+02:00（夏令时）。

## 行政
佩雷圣安德烈的邮政编码为65230，INSEE市镇编码为65358。

## 政治
佩雷圣安德烈所属的省级选区为山丘县。

## 人口

1962-2008年间佩雷圣安德烈人口变化图示

佩雷圣安德烈于2022年1月1日时的人口数量为63人。